# 沃倫鎮區 (愛荷華州盧卡斯縣)
沃倫鎮區（英語：Warren Township）是位於美國愛荷華州盧卡斯縣的一個行政鎮區。

## 地方資料
根據2010年美國人口普查的數據，沃倫鎮區的面積為93.92平方千米，當中陸地面積為93.62平方千米，而水域面積為0.30平方千米。當地共有人口310人，而人口密度為每平方千米3.3人。